# Платани-кучерики
«Платани-кучерики» — ботанічна пам'ятка природи місцевого значення в Україні.
Пам'ятка природи зростає на території дошкільного навчального закладу № 3 (вул. Й. Сліпого, 2) міста Чорткова Тернопільської області.
Статус наданий у рішенням Тернопільської обласної ради від 20 серпня 2010 року № 1043 для охорони та збереження у природному стані двох дерев платана західного — рідкісного екзоту для західного регіону України.
Площа — 0,02 га.